# École de commerce Nicolas-Bouvier
L'école de commerce Nicolas-Bouvier est une école professionnelle formant au certificat fédéral de capacité (CFC) employé de commerce, au CFC d'aide en information documentaire et à la maturité professionnelle, située dans le quartier Saint-Jean de la ville de Genève, en Suisse. 

## Historique
L'école supérieure de commerce de Saint-Jean est construite en 1963, par l'architecte Georges Addor, et inaugurée en 1964 par le conseiller d’État André Chavanne. 
En 1998, l'école est renommée Collège et école de commerce Nicolas-Bouvier, en l'honneur de l'écrivain genevois Nicolas Bouvier, et car elle abrite aussi à partir de cette date des élèves du collège. En 2010, sur décision du conseiller d’État Charles Beer, l'école cesse d'accueillir des collégiens.
L'architecture est très moderne pour l’époque. Le bâtiment abrite 65 salles de classe, trois salles de gymnastique, un secteur administratif et un appartement de service. Il a connu d'importantes transformations et rénovations de 1993 à 1999.